# Dustin Dollin

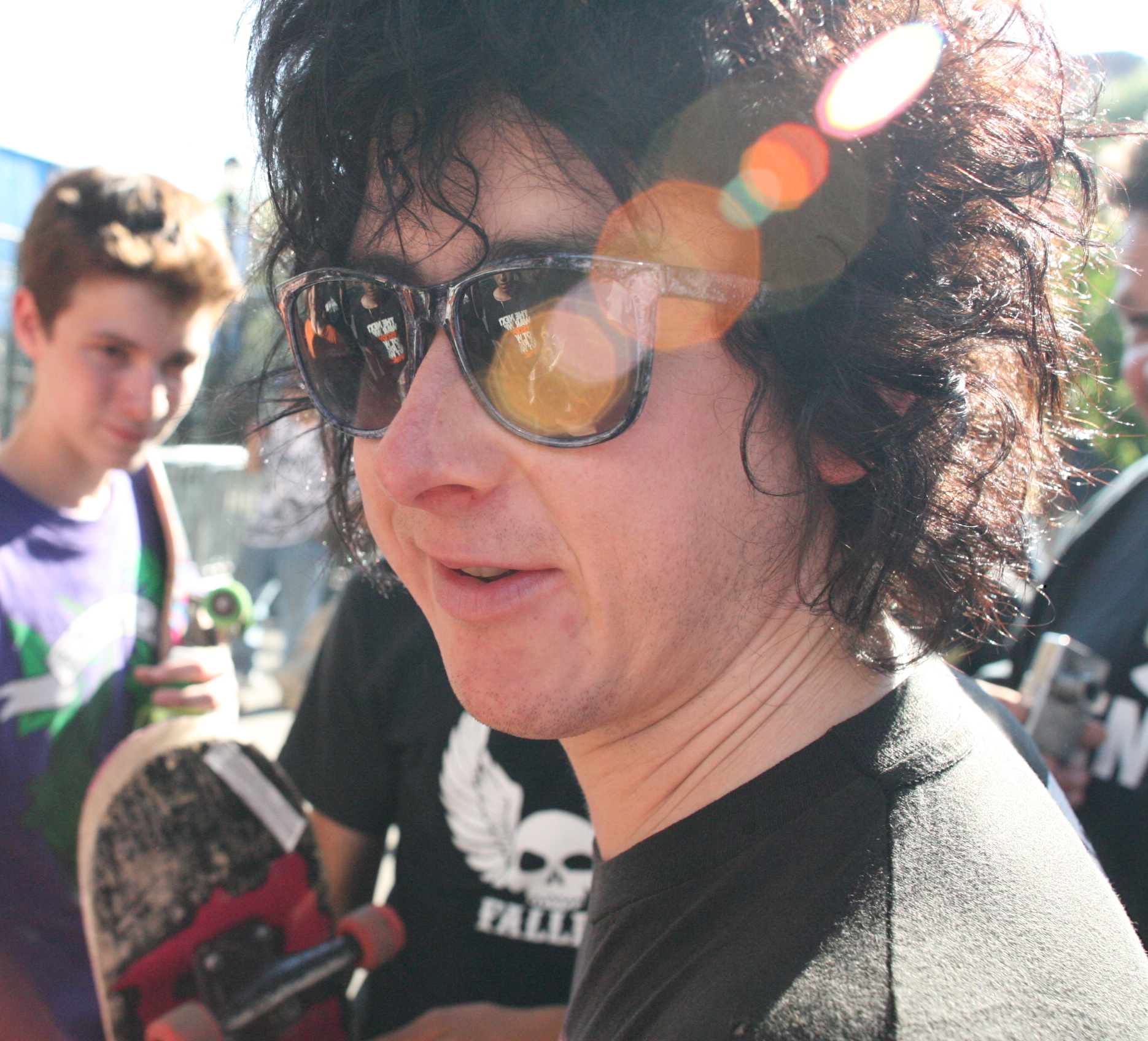
Dustin Dollin in 2007

Dustin Dollin is een professioneel skateboarder met Australische nationaliteit. Hij is een personage in het videospel Tony Hawk's Project 8. Hij heeft zijn eigen Pro-schoenen bij Vans, de No Skools.

## Sponsoren
- Volcom
- Thunder Trucks
- Baker Skateboards
- Vans
- Spitfire Wheels

## Video's
Skatevideo's waarin Dustin een eigen part had:
- Baker 3
- Baker 2g
- Baker Bootleg
- Vans Pleased To Meet You
- Volcom Chichagof
- King of the Road 2006
- ON Video Magazine Winter 2003
- ON Video Magazine Fall 2000
- 411VM issue #36
- Deluxe World Wide Distribution
- Deluxe Gnarcotica: The Deluxe Great Lakes Tour and
- Volcom Freedom Wig
- The Jacob Bateman Movie
- Volcom Lets Live(ter nagedachtenis van Shane Cross)
- Baker has a deathwish
- Baker has a deathwish summer tour